# 渡辺篤 (現代美術家)
渡辺 篤（わたなべ あつし、1978年10月9日 - ）は、日本の現代美術家。

## 来歴[1]
1978年、神奈川県横浜市生まれ。
1997年、神奈川県立金井高等学校卒業。
2007年、東京藝術大学美術学部絵画科油画専攻卒業。
2009年、東京藝術大学大学院美術研究科絵画専攻（油画）修了。 
2020-2023年、武蔵野美術大学非常勤講師。
2020年、第69回（令和2年度）横浜文化賞文化・芸術奨励賞。

## 展覧会[4]

### 主な個展・プロジェクト展
- 「ヨセナベ展」（Art Lab AKIBA、東京、2014年）
- 「止まった部屋 動き出した家」[5]（NANJO HOUSE、東京 、2014年）
- 「わたしの傷／あなたの傷」[6]（六本木ヒルズA/Dギャラリー、東京、2017年）

- 「アイムヒア プロジェクト写真集出版記念展 "まなざしについて"」[7]（高架下スタジオSite-Aギャラリー、神奈川、2019年）

- 「ATSUSHI WATANABE」（大和日英基金、ロンドン、2019年）
- 「修復のモニュメント」[8]（BankART SILK、神奈川 、2020年）
- 「同じ月を見た日」[9]（R16 studio、神奈川、2021年）

### 主なグループ展
- 「黄金町バザール 2016 −アジア的生活」[10]（黄金町、神奈川、2016年）

- 「創立130周年記念特別展 藝「大」コレクション パンドラの箱が開いた！」（東京藝術大学美術館、東京、2017年）
- 「Search & Destroy」（TAV GALLERY、東京、2017年）
- 「Absences −不在−」（N-mark Gallery、愛知、2018年）
- 「雨ニモマケズ (singing in the rain) 」（BankART Station＋R16 studio、神奈川、2019年）
- 「ARTEFACT 2020 : ALONE TOGETHER」（STUK、ベルギー、2020年）
- 「2020Asia Project−Looking for Another Family」（国立現代美術館、韓国、2020年）
- 「TURN フェス６」（東京都美術館、東京、2021年）
- 国際芸術祭「あいち2022」（愛知芸術文化センター、愛知、2022年）
- 「瀬戸内国際芸術祭2022」（屋島山上/サンポート高松、香川、2022年）
- 「あ、共感とかじゃなくて。」（東京都現代美術館、東京、2023年）